# Bibliothèque de Louis XVI

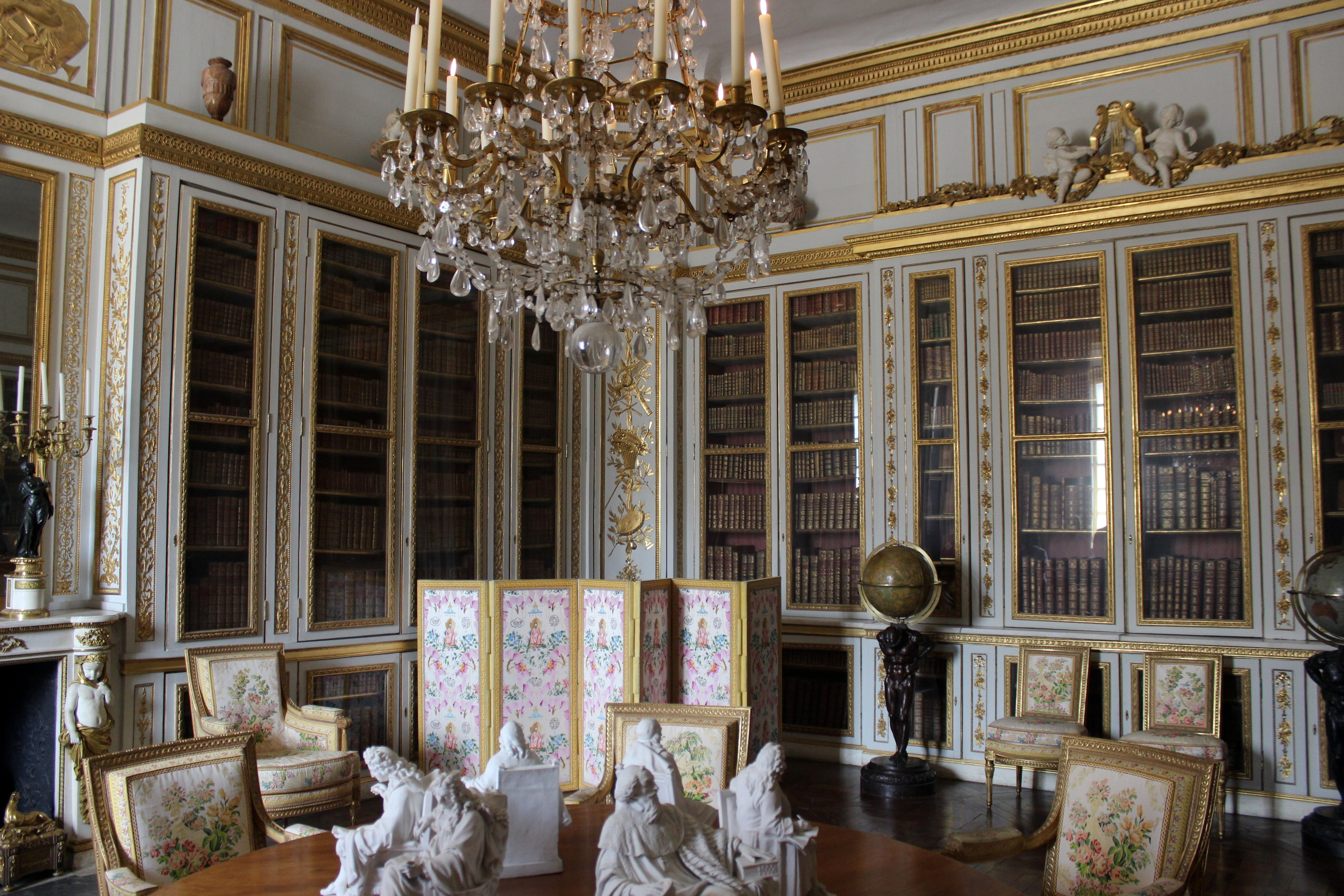
Vue d'ensemble de la bibliothèque.

La bibliothèque de Louis XVI est une salle du château de Versailles, en France. Elle est située dans le Petit appartement du Roi, au premier étage du bâtiment principal du château de Versailles.
La pièce mesure 9,57 × 7,54 mètres, sous une hauteur de plafond de 5,27 mètres. Elle communique à l'ouest avec la pièce de la vaisselle d'or et à l'est avec la salle à manger aux salles neuves. Elle surplombe la cour royale, au sud.

## Histoire

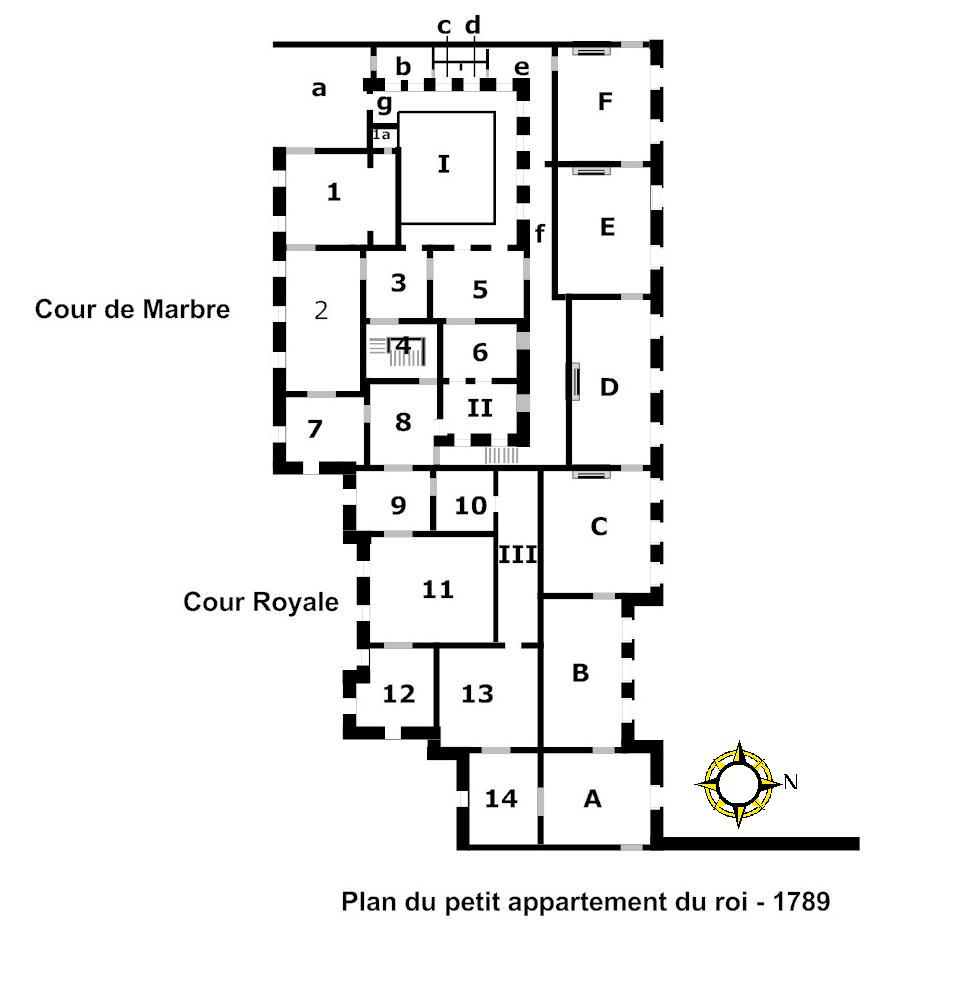
Plan du petit appartement du roi en 1789 ; la bibliothèque de Louis XVI est indiquée en 11.

L'emplacement de la bibliothèque correspond à l'ancienne chambre de Madame Adélaïde bâtie par Louis XV. Cette pièce fut la première commande de Louis XVI, qui confia sa réalisation à l'architecte Ange-Jacques Gabriel en 1774. En 1778 il y fit placer une table en acajou de Sainte-Lucie, attribuée à l'ébéniste Quervelle, ainsi qu'une commode de Jean-Henri Riesener quatre ans plus tard.

## Décor
Les boiseries ont la particularité de constituer l'ultime travail à Versailles de Ange-Jacques Gabriel et de Antoine Rousseau, le premier pour le dessin, le second pour la sculpture. Leurs bas-reliefs représentent les symboles des genres littéraires ainsi que Apollon et les Arts et la France contemplant le portrait de Louis XVI. Au-dessus de la cheminée se trouve un bas-relief doré, La Sagesse tenant un flambeau devant un médaillon du Dauphin, porté par deux génies.
Les bronzes de la cheminée sont de Pierre Gouthière.
Certains des meubles sont d'origine, notamment la grande table dont le plateau de 2,10 mètres n'est constitué que d'un seul morceau d'acajou, ainsi que la commode spécialement exécutée pour cette pièce par Riesener. Les deux globes, terrestre et céleste, sont également d'origine, de même que le groupe représentant la Descente de croix d'après Rubens, en porcelaine de Valenciennes.
Les autres éléments proviennent de la chambre de Louis XVIII, comte de Provence à Versailles et des appartements du roi au palais de Compiègne (sièges tapissés de pékin peint).

## Galerie

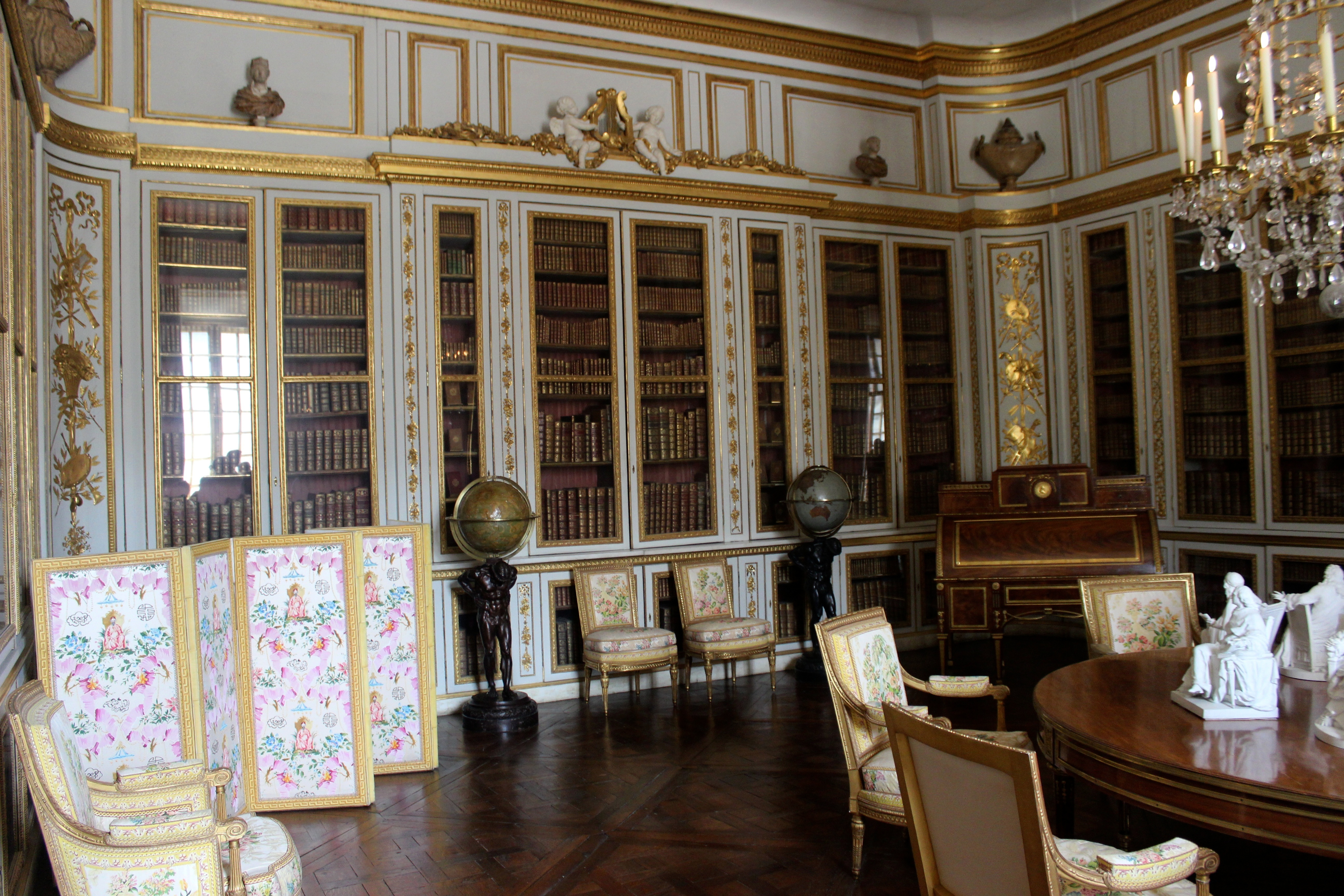
Vue d'ensemble de la bibliothèque Louis XVI.
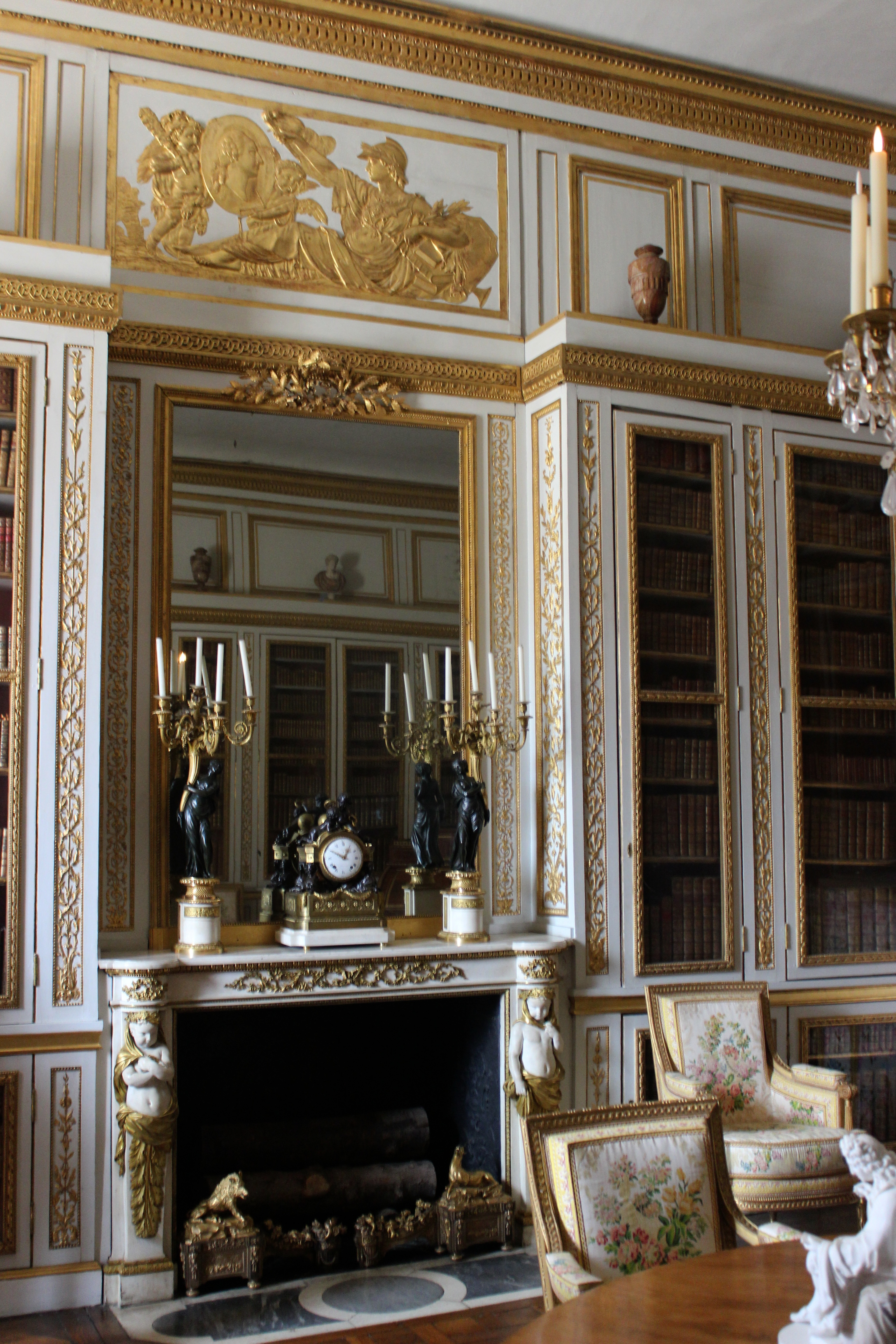
Vue de la cheminée de la bibliothèque, surplombée par un bas-relief représentant la Sagesse tenant un flambeau devant le portrait du Dauphin.
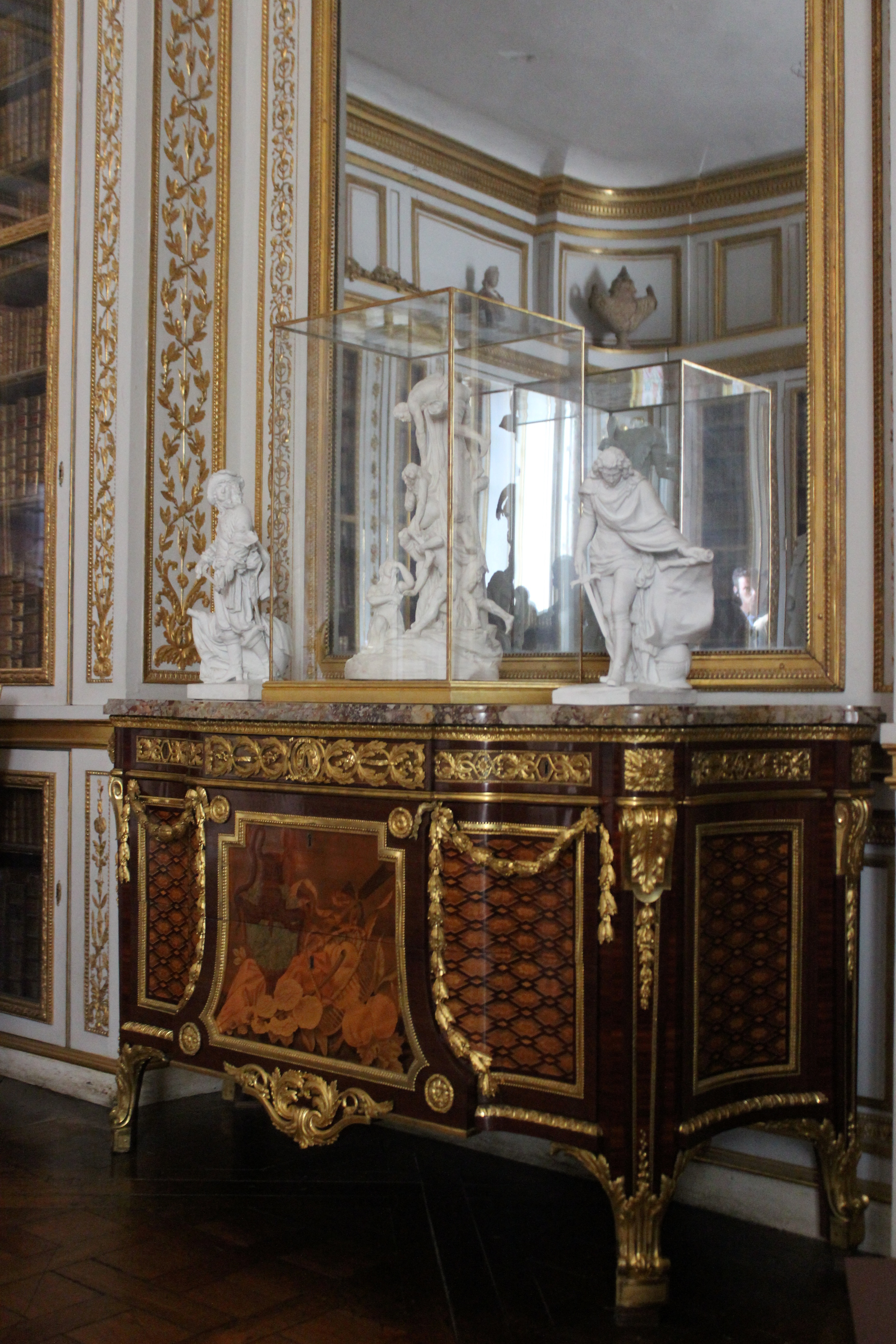
La commode de Riesener dans la bibliothèque de Louis XVI.
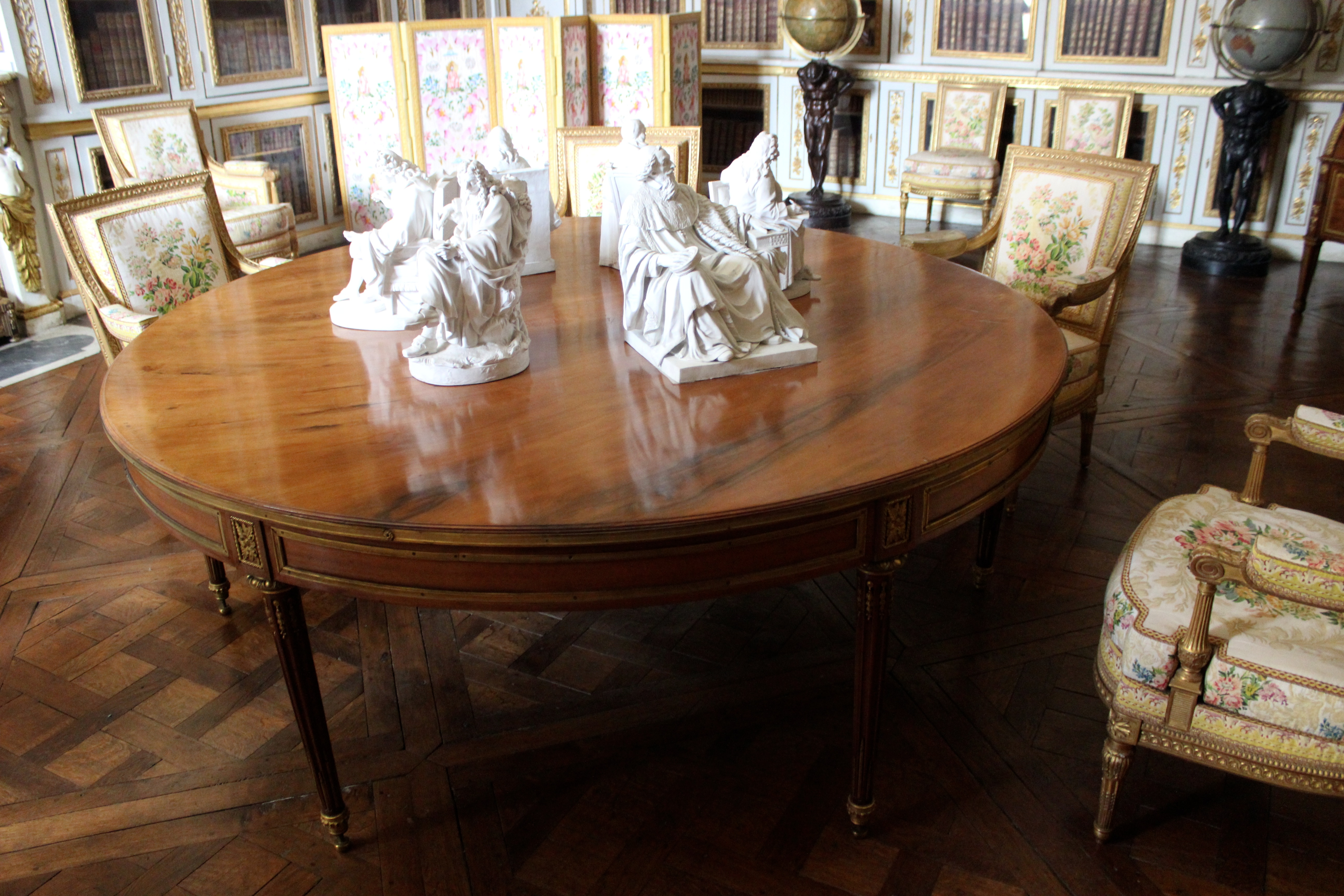
Table en acajou de la bibliothèque de Louis XVI.
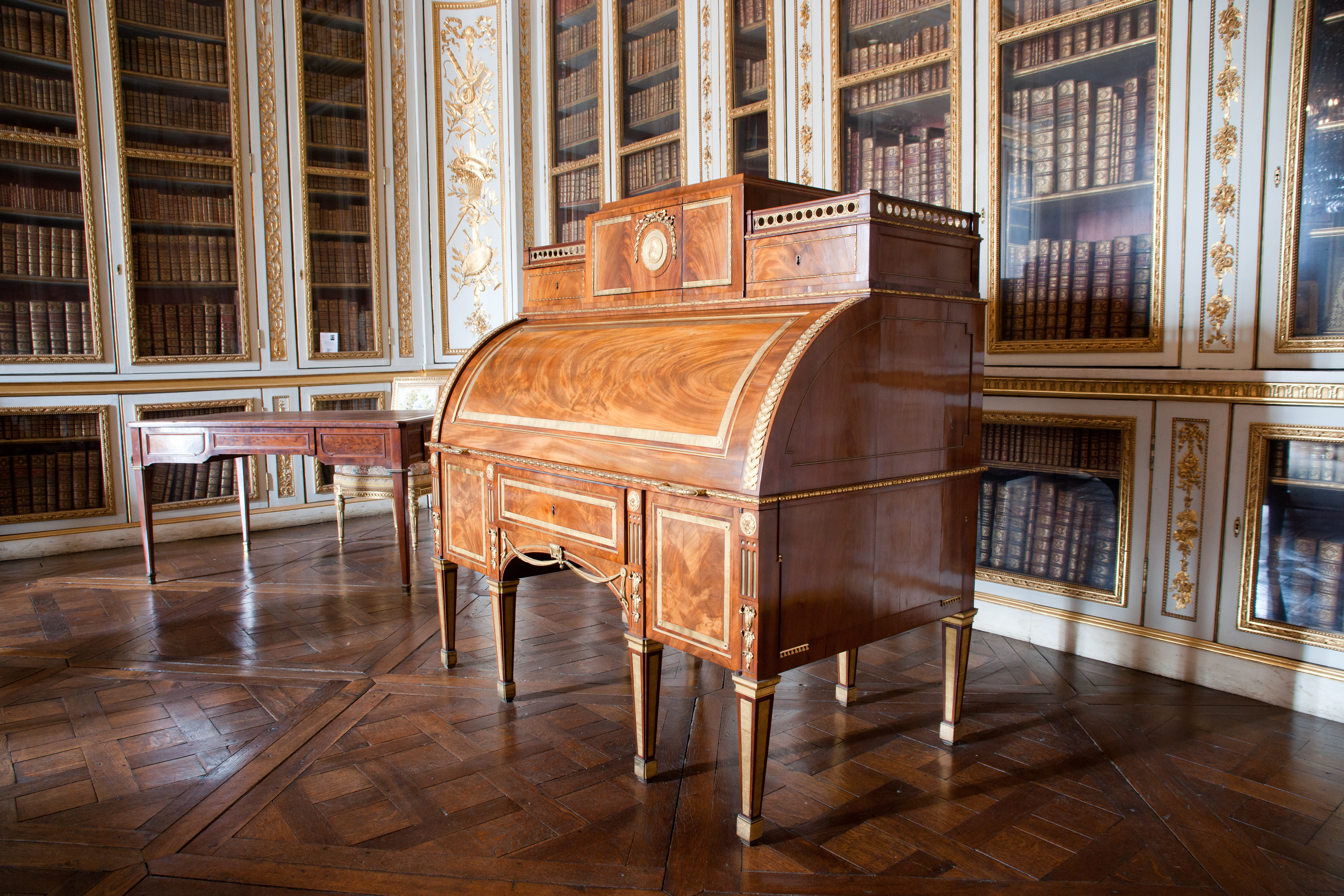
Secrétaire de la bibliothèque de Louis XVI, offert au Roi par les États de Bourgogne.